# Ministerio de Culturas y Turismo (Bolivia)
El Ministerio de Culturas y Turismo de Bolivia fue un ministerio boliviano encargado de formular e implementar políticas en favor de la cultura y el turismo en Bolivia vigente de 2009 hasta junio de 2020. El 20 de noviembre de 2020 se creó el Ministerio de Culturas, Descolonización y Despatriarcalización en el Gobierno de Luis Arce.
Estuvo conformado por sus 3 viceministerios, los cuales eran los siguientes: Viceministerio de Turismo, Viceministerio de Descolonización y Viceministerio de Interculturalidad. 
El ministerio de culturas y turismo fue creado el 7 de febrero de 2009 durante el primer gobierno del presidente Evo Morales Ayma y estuvo vigente durante más de 11 años continuos hasta su cierre del 4 de junio de 2020 por decisión de la presidenta Jeanine Áñez Chávez quien fusionó los ministerios de Deportes y Culturas y Turismo a Educación.
Durante los más de 11 años que duró este ministerio, alrededor de 6 ministros estuvieron al mando de esta institución pública, siendo Pablo Groux el primer ministro y Martha Yujra la última ministra con Jeanine Áñez en la presidencia.

## Ministros

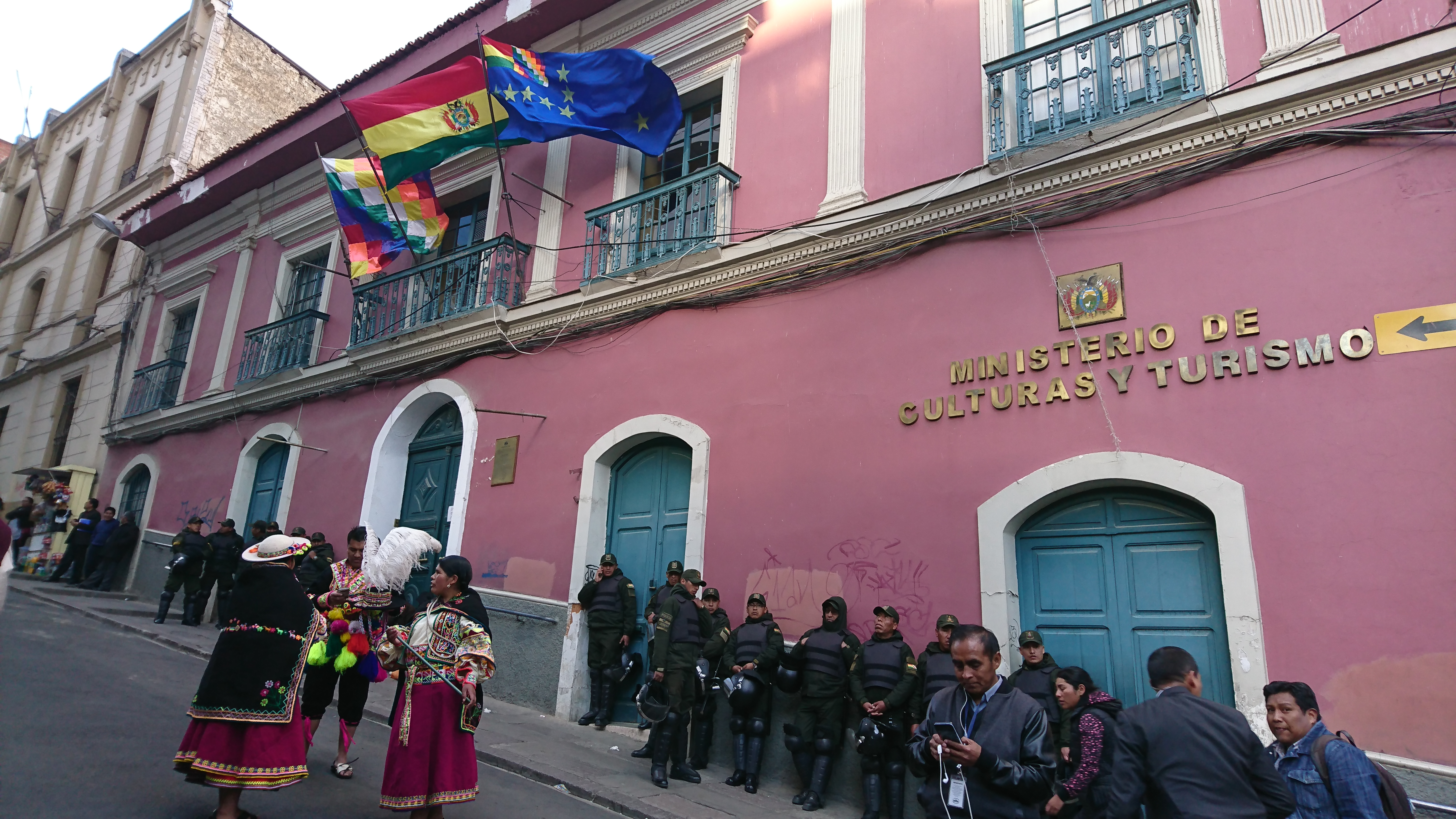
Fachada del ministerio de Culturas y Turismo en 2018.

Desde 2009 hasta 2020, los ministros de culturas y turismo que por más tiempo lograron permanecer en el cargo de manera continua fueron los siguientes: Wilma Alanoca (con 2 años y 9 meses) y Marko Machicao (con 1 año y 11 meses). De manera discontinua se encuentra Pablo Groux (con 4 años) sumando el tiempo de las dos veces que fue ministro.
| Ministerio de Culturas Descolonización y Despatriarcalización | Posesionado/a por el Presidente/a | Periodo como Ministro                         | Duración en el Cargo      | Ref   |
| ------------------------------------------------------------- | --------------------------------- | --------------------------------------------- | ------------------------- | ----- |
| Pablo Groux Canedo (1967-)                                    | Evo Morales Ayma                  | 15 de febrero de 2009 - 23 de enero de 2010   | 11 meses y 8 días         |       |
| Zulma Yugar Párraga (1952-)                                   | Evo Morales Ayma                  | 23 de enero de 2010 - 15 de febrero de 2011   | 1 año y 23 días           |       |
| Elizabeth Salguero Carrillo (1964-)                           | Evo Morales Ayma                  | 15 de febrero de 2011 - 23 de enero de 2012   | 11 meses y 8 días         |       |
| Pablo Groux Canedo (1967-)                                    | Evo Morales Ayma                  | 23 de enero de 2012 - 19 de febrero de 2015   | 3 años y 27 días          | [ 3 ] |
| Marko Machicao Bankovic (1982)                                | Evo Morales Ayma                  | 19 de febrero de 2015 - 23 de enero de 2017   | 1 año, 11 meses y 4 días  |       |
| Wilma Alanoca Mamani (1978-)                                  | Evo Morales Ayma                  | 23 de enero de 2017 - 10 de noviembre de 2019 | 2 años, 9 meses y 18 días |       |
| Martha Yujra Apaza (1964-)                                    | Jeanine Áñez Chávez               | 14 de noviembre de 2019 - 4 de junio de 2020  | 6 meses y 20 días         |       |
| Sabina Orellana Cruz (1970-)                                  | Luis Alberto Arce Catacora        | 20 de noviembre de 2020                       |                           |       |

### Viceministros

#### Viceministerio de Turismo
| Viceministro/a de Turismo   | Posesionado/a por el Ministro/a | Periodo como Viceministro                       | Duración en el Cargo      | Ref         |
| --------------------------- | ------------------------------- | ----------------------------------------------- | ------------------------- | ----------- |
| Alberto Canaviri Condori    | Pablo Groux Canedo              | 19 de febrero de 2010 - 19 de noviembre de 2010 | 9 meses                   | [ 4 ]       |
| Hernán Quispe Chura         | Zulma Yugar Párraga             | 19 de noviembre de 2010 - 31 de mayo de 2011    | 6 meses y 12 días         | [ 4 ]       |
| Marko Machicao Bankovic     | Elizabeth Salguero Carrillo     | 31 de mayo de 2011 - 19 de febrero de 2015      | 3 años, 8 meses y 19 días | [ 5 ]       |
| Jaime Ernesto Rosell        | Marko Machicao Bankovic         | 20 de febrero de 2015 - 2 de marzo de 2016      | 1 año y 10 días           | [ 6 ]       |
| Joaquín Rodas Dorado        | Marko Machicao Bankovic         | 2 de marzo de 2016 - 25 de abril de 2017        | 1 año, 1 mes y 23 días    | [ 7 ]       |
| José Ricardo Cox Aranibar   | Wilma Alanoca Mamani            | 25 de abril de 2017 - 11 de abril de 2019       | 1 año, 11 meses y 16 días | [ 8 ] [ 9 ] |
| Marcelo Eduardo Arze García | Wilma Alanoca Mamani            | 11 de abril de 2019 - 12 de noviembre de 2019   | 7 meses y 1 día           | [ 10 ]      |
| Katherine Köhler Arteaga    | Martha Yujra Apaza              | 19 de noviembre de 2019 - 4 de junio de 2020    | 6 meses y 15 días         | [ 10 ]      |

#### Viceministerio de Interculturalidad
| Viceministro/a de Interculturalidad | Posesionado/a por el Ministro/a | Periodo como Viceministro                     | Duración en el Cargo       | Ref    |
| ----------------------------------- | ------------------------------- | --------------------------------------------- | -------------------------- | ------ |
| María Esthela Vargas Gareca         | Pablo Groux Canedo              | 3 de marzo de 2009 - 1 de febrero de 2010     | 10 meses y 29 días         |        |
| Miguel Ángel Peña Guaji             | Zulma Yugar Párraga             | 1 de febrero de 2010 - 24 de junio de 2010    | 4 meses y 23 días          |        |
| Ignacio Soquere Tomicha             | Zulma Yugar Párraga             | 24 de junio de 2010 - 13 de junio de 2016     | 5 años, 11 meses y 19 días | [ 11 ] |
| Jhonny Tola Mullisaca               | Marko Machicao Bankovic         | 13 de junio de 2016 - 15 de agosto de 2017    | 1 año, 2 meses y 2 días    | [ 12 ] |
| Feliciano Vegamonte Vergara         | Wilma Alanoca Mamani            | 15 de agosto de 2017 - 1 de febrero de 2019   | 1 año, 5 meses y 17 días   | [ 13 ] |
| Rodolfo Machaca Yupanqui            | Wilma Alanoca Mamani            | 1 de febrero de 2019 - 18 de marzo de 2019    | 1 mes y 17 días            | [ 14 ] |
| Juan Carlos Ballivián Vásquez       | Wilma Alanoca Mamani            | 11 de abril de 2019 - 12 de noviembre de 2019 | 7 meses y 1 día            | [ 14 ] |
| Pedro Chalco Mamani                 | Martha Yujra Apaza              | 19 de noviembre de 2019 - 4 de junio de 2020  | 6 meses y 15 días          | [ 14 ] |

#### Viceministerio de Descolonización
| Viceministro/a de Descolonización | Posesionado/a por el Ministro/a | Periodo como Viceministro                    | Duración en el Cargo      | Ref   |
| --------------------------------- | ------------------------------- | -------------------------------------------- | ------------------------- | ----- |
| Roberto Choque Canqui             | Pablo Groux Canedo              | 2 de marzo de 2009 - 1 de febrero de 2010    | 10 meses y 30 días        | [ 3 ] |
| Félix Cárdenas Aguilar            | Zulma Yugar Párraga             | 1 de febrero de 2010 - 13 de mayo de 2019    | 9 años, 3 meses y 12 días |       |
| Cancio Mamani López               | Wilma Alanoca Mamani            | 13 de mayo de 2019 - 10 de noviembre de 2019 | 5 meses y 28 días         |       |
| Máximo Gallego Condori            | Martha Yujra Apaza              | 19 de noviembre de 2019 - 4 de junio de 2020 | 6 meses y 15 días         |       |